# Screen Gems Network
Screen Gems Network (SGN) è stato un canale televisivo statunitense che trasmetteva in syndication dal 1999 al 2001, lanciato dalla Columbia TriStar Television Distribution. La SGN è stato il primo servizio in broadcast a trasmettere classici show dalla Columbia Pictures Television potendo contare su una risorsa senza precedenti basata su 58,000 episodi di 350 serie televisive dagli anni '50 agli anni '80 provenienti dalla Screen Gems, Columbia Pictures Television, Tandem Productions, TAT Communications, TOY Productions, Embassy Television e Embassy Communications.
I programmi erano creativamente raggruppati per tema della settimana, come "L'amore è in aria", "Piloti", "Best Music Video" e "prima che fossero Stelle". Tra gli altri vi erano temi settimanali speciali per le vacanze e le feste come Halloween, Natale, la Festa della mamma e la Festa del papà.
Tali programmi includevano:

## Screen Gems
- Father Knows Best (1954-1960)
- The Donna Reed Show (1958-1966)
- Vita da strega (1964-1972)
- Strega per amore (1965-1970)
- The Monkees (1966-1968)
- The Partridge Family (1970-1974)
- The Flying Nun (1967-1970)

## Columbia Pictures Television
- Starsky & Hutch (1975-1979)
- Charlie's Angels (1976-1981)
- Fantasilandia (1977-1984)
- Benson (1979-1986)
- What's Happening Now!! (1985-1988)

## Tandem Productions/TOY Productions
- Arcibaldo (1971-1983)
- Maude (1972-1978)
- Sanford and son (1972-1977)
- Good Times (1974-1979)
- What's Happening!! (1976-1979)
- Il mio amico Arnold (1978-1986)

## ELP Communications
- I Jefferson (1975-1985)
- One Day at a Time (1975-1984)
- L'albero delle mele (1979-1988)
- Silver Spoons (1982-1987)

Billy West è stato il annunciatore per i programmi della Screen Gems Network.